# Oranienburger Kanal
Der Oranienburger Kanal (OrK) im Land Brandenburg wurde 1832–1837 als Seitenkanal der Havel zur Umgehung der schwierigen Schifffahrtsverhältnisse in ihr unterhalb der Oranienburger Mühlen gebaut. Er zweigt oberhalb (nördlich) der ehemaligen Burg Neumühl in Sachsenhausen von der Friedrichsthaler Havel ab und umgeht westlich das alte Stadtgebiet von Oranienburg. Zwischen Pinnow (Hohen Neuendorf) und Borgsdorf endet er an der Oranienburger Havel. In der Nähe seines nördlichen Endes kreuzt er den älteren, von der Oranienburger Havel abzweigenden Ruppiner Kanal, wodurch das Kanalkreuz Oranienburg entstand. Im Verlauf des Kanals wurden zwei Schleusen errichtet: die Schleuse Sachsenhausen am nördlichen Ende in Sachsenhausen und die Schleuse Pinnow nahe seines südlichen Endes. Die Schleuse Sachsenhausen wurde 1945 kriegszerstört und dient lediglich noch als Wehr. Der Kanal – und mit diesem auch der Ruppiner Kanal – ist nur noch  vom Süden her zugängig, denn die ebenfalls im Krieg zwerstörte Schleuse Friedenthal im Ostarm des Kanalkreuzes wurde 1959 zugeschüttet.

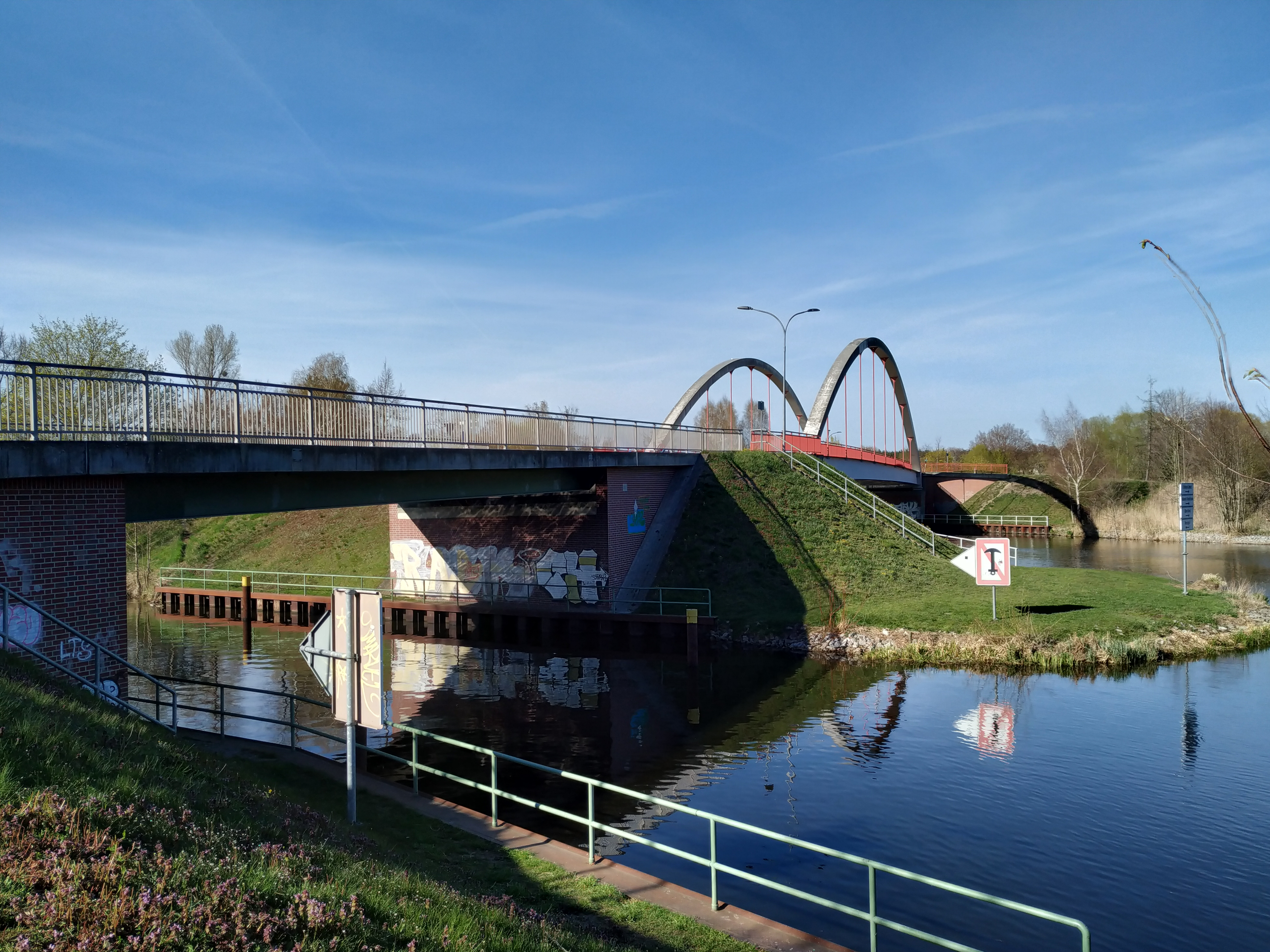
In Pinnow mündet der Oranienburger Kanal (von links) in die Havel (von rechts)

Nach dem Bau des Großschifffahrtsweges Berlin-Stettin (heute wie schon vor 1914: Havel-Oder-Wasserstraße, HOW) 1914 führte der Großteil der Berufsschifffahrt von und zur Oder und oberen Havel über diesen. Seit der Zerstörung der Sachsenhauser Schleuse ist der Schiffsverkehr nach Norden vollständig eingestellt. Der südliche Abschnitt des Kanals dient heute nur noch  fast ausschließlich Sportbooten, die im Sommer von und zu den Ruppiner Gewässern unterwegs sind. Der nördliche Abschnitt bis zur ehemaligen Schleuse Sachsenhausen wird kaum genutzt. 
Laut dem Entwicklungskonzept der Stadt Oranienburg ist die Wiederherstellung der Schleusen Sachsenhausen und Friedenthal geplant.
Der neun Kilometer lange Oranienburger Kanal  bildet zusammen mit der Friedrichsthaler Havel und dem Malzer Kanal die Alte Havel-Oder-Wasserstraße und zählt zu den sonstigen Binnenwasserstraßen des Bundes in der Zuständigkeit des Wasserstraßen- und Schifffahrtsamt Oder-Havel. Er führt von Pinnow bis Malz noch die alte Kilometrierung von vor 1914. Er mündet bei Pinnow mit km 21,01 in die Havel-Oder-Wasserstraße ein, kreuzt bei km 28,76 den Ruppiner Kanal und beginnt in Sachsenhausen mit km 29,99.
Der Kanal hat eine Sohlenbreite von 9,42 Meter und eine geringste Wassertiefe von 1,41 Meter.

## Schleusen
- Schleuse Pinnow, HOW km 22,60, 2001 saniert
- Schleuse Sachsenhausen, HOW, seit Zerstörung 1945 außer Betrieb